# AOAart
AOAart（エーオーエーアート）は日本、中華人民共和国、大韓民国、イギリスで活動している自閉症者支援団体および療育プログラムの名である。各国で独立しつつ、国境を越え連携しながら活動している。

## 概要
AOAとはAutistic or Artistic？（自閉症か、アートか？）を意味している。
AOAart.jp（日本）
2014年に一般社団法人となる。ワークショップによる自閉症者の絵画制作を中心に、展覧会やイベント活動を行っている。
日本のAOAart は、自閉症者の生み出す造形に魅了された日本のアーティストたちによって開催された展覧会から始まった。「言葉を超えて」と題されたその展覧会は、現在も継続して行われている。また「自閉症者の絵を冷たい壁にかけるのではなく、暖かな人の手によって支え持つ」というコンセプトのもとに、ロンドンやニューヨーク、北京、ソウル、東京等においてイベンを開催している。北京では、AOAart.cn とのコラボレーションによって幅4メートルの日本の自閉症者の絵が24時間にわたり掲げられ、東京では北京の自閉症者の絵(幅6メートル)が掲げられた。
2015年からは毎年、ミス日本コンテストの協力により、東京タワー下での「ブルーキス・イベント」等を行なっている。

AOAart.cn（中華人民共和国）
北京におけるAOAartは、北京市孤独症康復協会（自閉症を対象とした中国民生局に認められた民間支援団体）に属する団体として始まったが、現在はNGO団体北京天真者公益发展中心として独立し、活動している。日本生まれの華僑でアーティストの石原李華が主宰を勤めており、彼女が北京市の清華大学で美術を学んでいた当時の、自閉症の子どもたちとの出会いが契機となり、2008年より活動が開始される。子どもたちが描く絵画に惹かれた同大学美術学院有志ら賛同者の「多くの人々に見てもらいたい」との思いが現在の活動へとつながっていく。2012年にはアトリエを北京市の芸術区である「北京798アート区」へと移転し、現在も北京市内において活動している。
絵画の作成や展示だけでなく、アーティストとのコラボレーション企画や、オークションなども行っており、自閉症の人々の将来における自立を視野に入れた支援を行っている。
主に以下の4つの活動を行っている。
- 絵画療育（アートセラピー）
- 趣味の養成
- アーティスト養成
- 展覧会やグッズの販売など

ちなみに、孤独症とは日本語で言うところの自閉症である。
AOAart.uk（イギリス）
AOAart.kr（大韓民国）